# معدل تأثير الأجور الضار
معدل الأجر الضار (AEWR) هو الحد الأدنى للأجور الذي حددته وزارة العمل الأمريكية «يجب أن يتم تقديمه ودفعه للعمال الأمريكيين والأجانب من قبل أرباب العمل الزراعيين للعمال الزراعيين غير المهاجرين H-2A» ( السجل الفيدرالي ، 10 فبراير 1999 ، ص.   6690). عندما يعرض أرباب العمل الزراعيون العمالة على العمال الأجانب غير المهاجرين ، يلزم دفع ما لا يقل عن الحد الادنى للاجور. نشرت مرة واحدة في السنة ، عادة في أوائل فبراير ، من قبل وزارة العمل الأمريكية بمساعدة وزارة الزراعة الأمريكية ، تحدد معدل الحد الأدنى للأجور المنفصل (أي معدل لن يؤثر سلبًا على فرص العمل للعمال الأمريكيين) لكل ولاية (انظر 20 CFR 655).